# Aaker Sogn
Aaker Sogn er et sogn i Bornholms Provsti (Københavns Stift).
I 1800-tallet bestod Aaker Sogn af både en sognekommune, der hørte til Sønder Herred i Bornholms Amt, og Åkirkeby Købstad. Købstaden og sognekommunen blev ved kommunalreformen i 1970 kernen i Åkirkeby Kommune, som i 2003 indgik i Bornholms Regionskommune.
I Aaker Sogn findes Aa Kirke.
I sognet findes følgende autoriserede stednavne:
- Almindingen (bebyggelse)
- Bodelyng Huse (bebyggelse)
- Boderne (bebyggelse)
- Bukkegård (bebyggelse)
- Byvangen (bebyggelse)
- Bøsthøj (bebyggelse)
- Duegård (bebyggelse)
- Egeby (bebyggelse)
- Ekkodalen (areal)
- Ellesgård (bebyggelse)
- Fåreby (bebyggelse)
- Grammegårde (bebyggelse)
- Grødby (bebyggelse)
- Grødby Å (vandareal)
- Gusegård (bebyggelse)
- Hallegård (bebyggelse)
- Hundshale (bebyggelse)
- Kalbygård (bebyggelse)
- Kanniketuerne (bebyggelse)
- Klintegård (bebyggelse)
- Kongensmark (bebyggelse)
- Krusegård (bebyggelse)
- Limensgade (bebyggelse)
- Loftsgård (bebyggelse)
- Læså (vandareal)
- Munkegård (bebyggelse)
- Myregård (landbrugsejendom)
- Nyby (bebyggelse)
- På Bakken (bebyggelse)
- På Løkker (bebyggelse)
- På Tras (bebyggelse)
- Riseskov (bebyggelse)
- Saksebro (bebyggelse)
- Skagelfaldet (bebyggelse)
- Skovgård (bebyggelse)
- Sletteenge (bebyggelse)
- Smålyngen (bebyggelse)
- Sortebjerg (bebyggelse)
- Strøby (bebyggelse)
- Styrsbro (bebyggelse)
- Tvillinghuse (bebyggelse)
- Ugleenge (bebyggelse)
- Valingebjerg (bebyggelse)
- Vallensgård (landbrugsejendom)
- Vallensgård Huse (bebyggelse)
- Vester Boderne (bebyggelse)
- Østervang (bebyggelse)
- Åker (ejerlav)
- Åker Højlyng (bebyggelse)
- Aakirkeby (bebyggelse)
- Aakirkeby Bygrunde (bebyggelse, ejerlav)
- Aakirkeby Markjorder (bebyggelse, ejerlav)